# Cordada

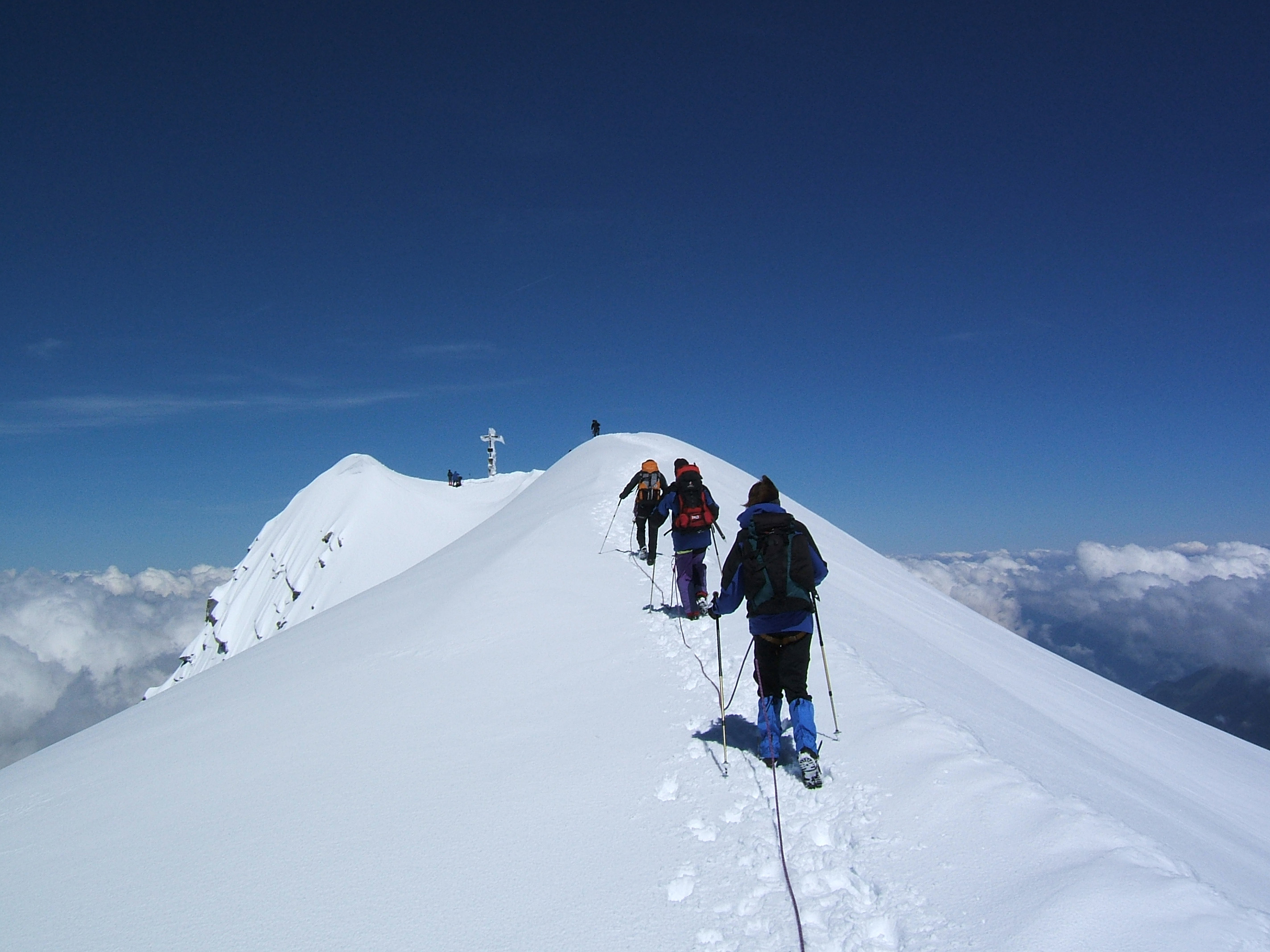
Cordada na ascensão ao Großvenediger

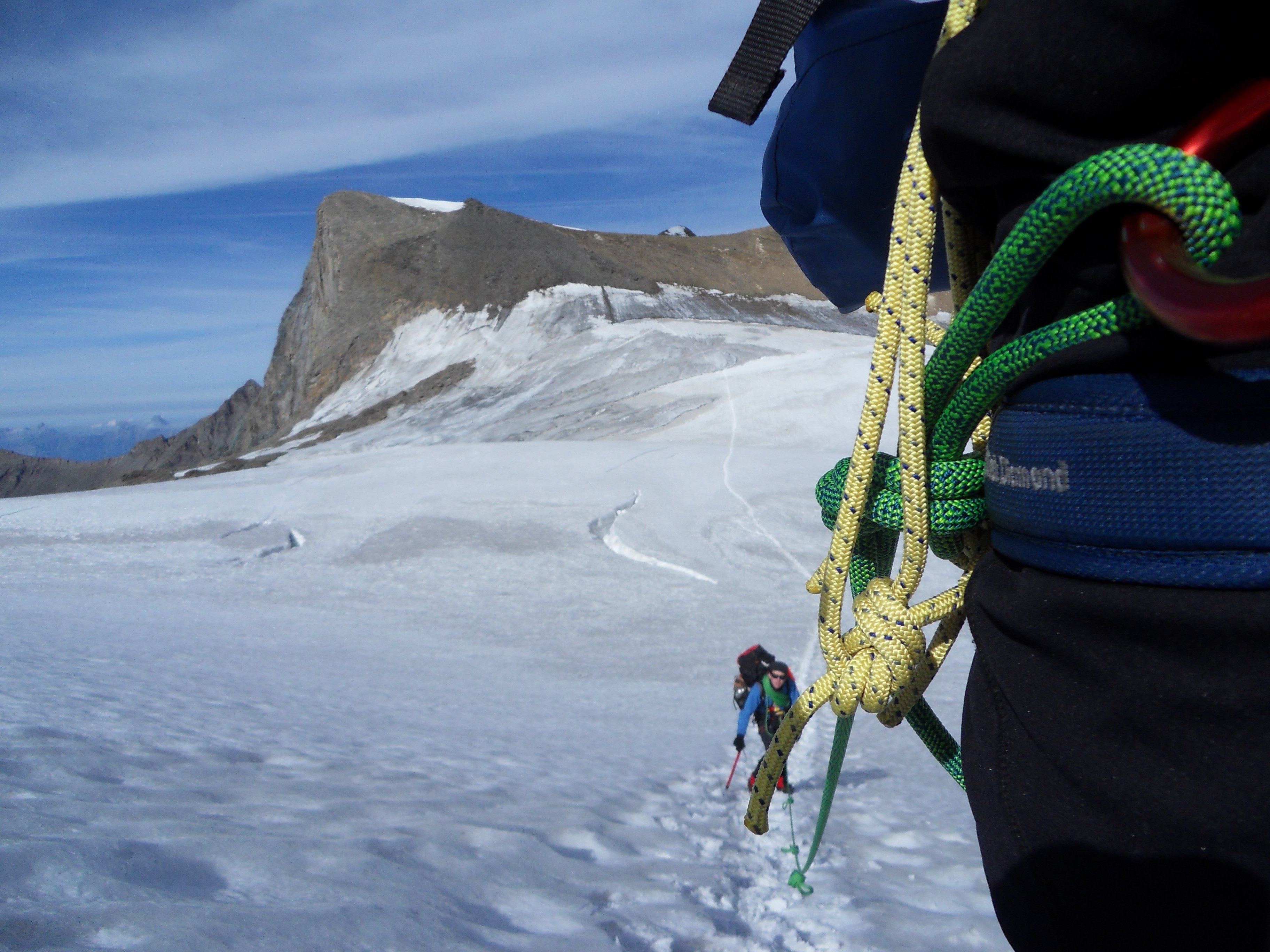
Cordada na ascensão ao Klockerin

Cordada  é um termo do alpinismo que designa a ligação de vários montanhistas uns aos outros por uma corda. 

## Utilização
A sua utilização foi adotada rapidamente pelos guias de montanha para se poderem reter mutuamente no caso em que: 
- na progressão um escorrega pela encosta abaixo, ou cai numa crevasse;
- na ascensão, poder passar a corda pelo mosquetão de um pitão para se segurar.

## Primeiro de cordada
Primeiro de cordada é o nome dado ao chefe da expedição, e o termo é tanto melhor empregue pois como guia e chefe de expedição vai à frente, e logo é o primeiro.

## Imagens

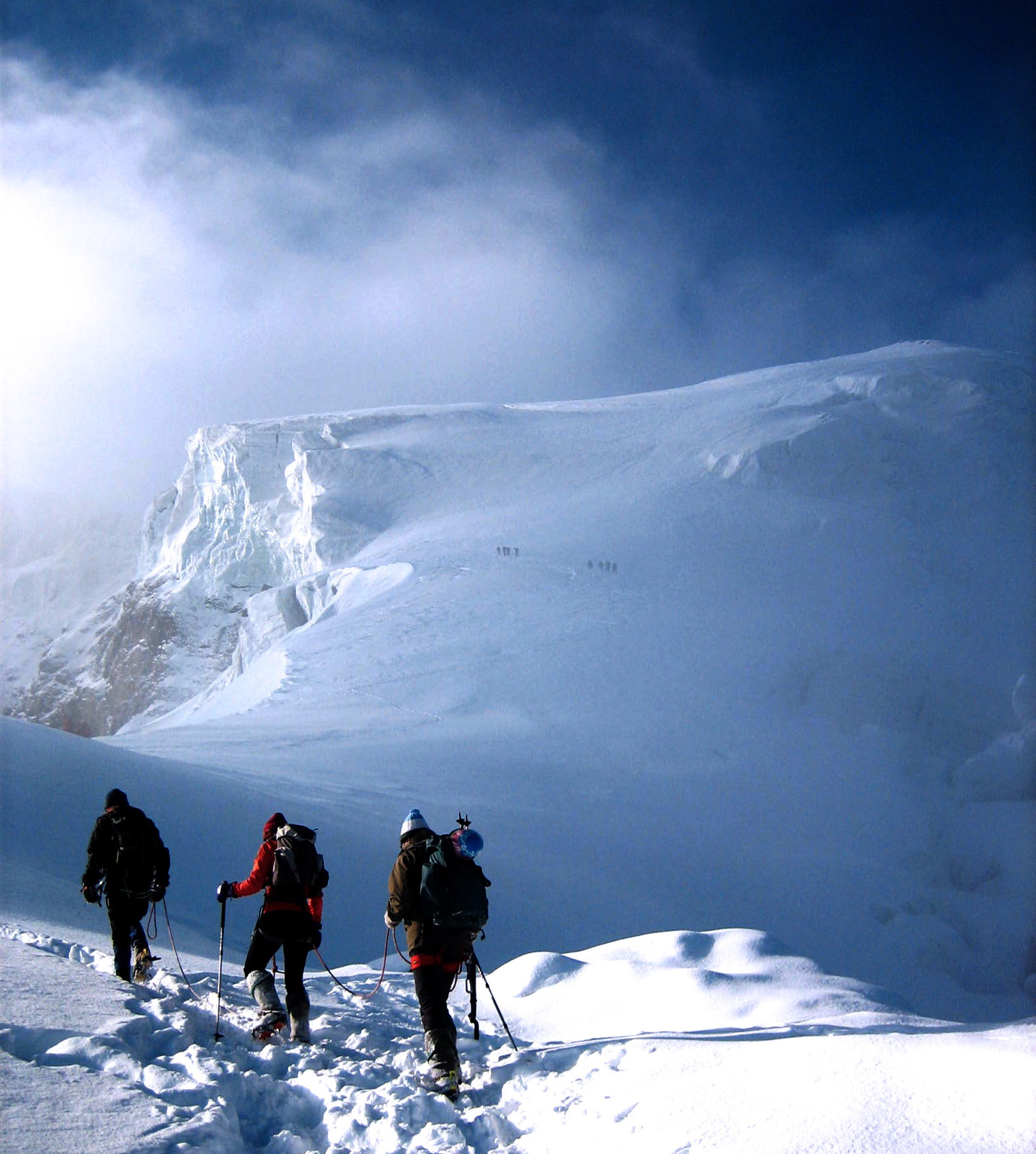
Uma cordada
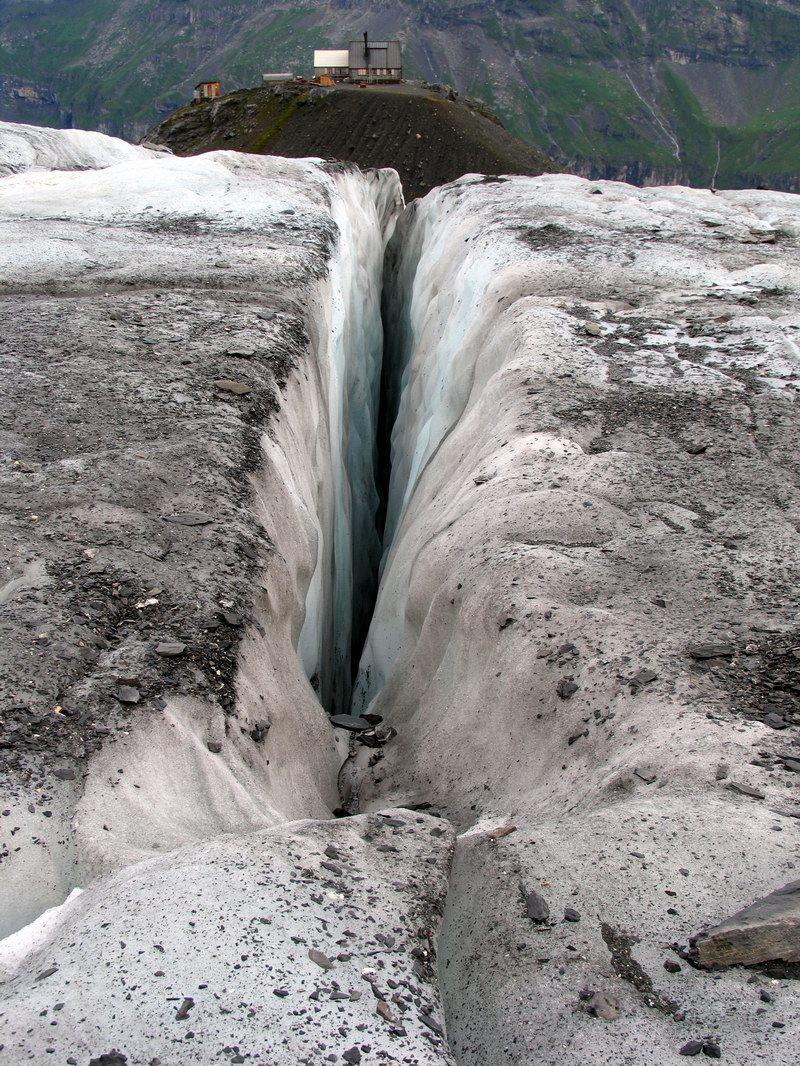
Crevasse
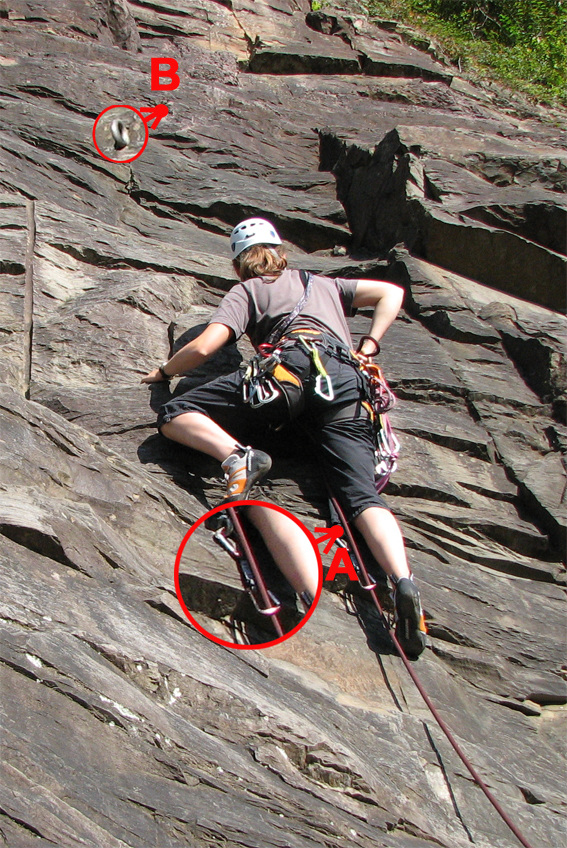
Mosquetão